# Rose de Broadway
Ne pas confondre avec le film muet américain La Rose de Broadway (Broadway Rose, 1922).
Pour plus de détails, voir Fiche technique et Distribution.
Rose de Broadway (Rose of Washington Square) est un film musical américain de Gregory Ratoff, sorti en 1939.

## Fiche technique
- Titre français: Rose de Broadway
- Titre original : Rose of Washington Square
- Réalisateur : Gregory Ratoff
- Producteurs : Nunnally Johnson et Darryl F. Zanuck
- Société de production et de distribution : Twentieth Century Fox
- Scénario : Nunnally Johnson d'après une histoire de John Larkin et de Jerry Horwin
- Directeur de la photographie : Karl Freund
- Montage : Louis R. Loeffler
- Direction musicale : Louis Silvers
- Musique : Gene Rose (non crédité)
- Chorégraphie : Seymour Felix
- Direction artistique : Richard Day et Rudolph Sternad
- Décorateur de plateau : Thomas Little
- Costumes : Royer et Sam Benson (non crédité)
- Pays d'origine :  États-Unis
- Format : noir et blanc - 35 mm - 1,37:1 - Son : Mono
- Durée : 86 minutes
- Genre : film musical
- Dates de sortie :
  - États-Unis : 5 mai 1939
  - France : 22 juin 1939

## Distribution
- Tyrone Power : Barton Dewitt Clinton
- Alice Faye : Rose Sargent
- Al Jolson : Ted Cotter
- William Frawley : Harry Long
- Joyce Compton : Peggy
- Hobart Cavanaugh : Whitey Boone
- Moroni Olsen : Maire Buck Russell
- E. E. Clive : Conducteur de calèche
- Louis Prima : Chef d'orchestre
- Charles C. Wilson : Lieutenant de police Mike Cavanaugh
- Hal K. Dawson (en) : simplet
- Paul E. Burns : simplet
- Ben Welden : Toby
- Horace McMahon : Irving
- Paul Stanton : Procureur de district
- Adrian Morris : Jim

Acteurs non crédités
- Murray Alper : Eddie
- Ed Brady : Spectateur de show
- John Hamilton : Juge
- Carole Mathews : Showgirl

## Autour du film
Le film est inspiré de la vie de l'actrice Fanny Brice et de sa relation avec le joueur Nicky Arnstein. L'actrice a porté plainte contre la 20th Century Fox et a réclamé 750 000 $. L'affaire a été conclu par un accord commercial dont le montant n'a pas été révélé. La vie de Fanny Brice a été racontée de manière officielle dans le film Funny Girl et sa suite, Funny Lady.
Le titre vient de la chanson Rose of Washington Square écrit par Ballard MacDonald inspiré par l'autrice de comic strips Rose O'Neill.